# François de Troy
François de Troy, född 1645 i Toulouse, död den 21 november 1730 i Paris, var en fransk målare. Han var son till målaren Nicolas de Troy och far till Jean-François de Troy.
de Troy kom till Paris och blev där porträttmålare samt medlem av akademien 1674. de Troy målade både stora och små porträtt med levande uppfattning och elegant utförande och blev hovdamernas favoritmålare.